# Hornstullskvarnen

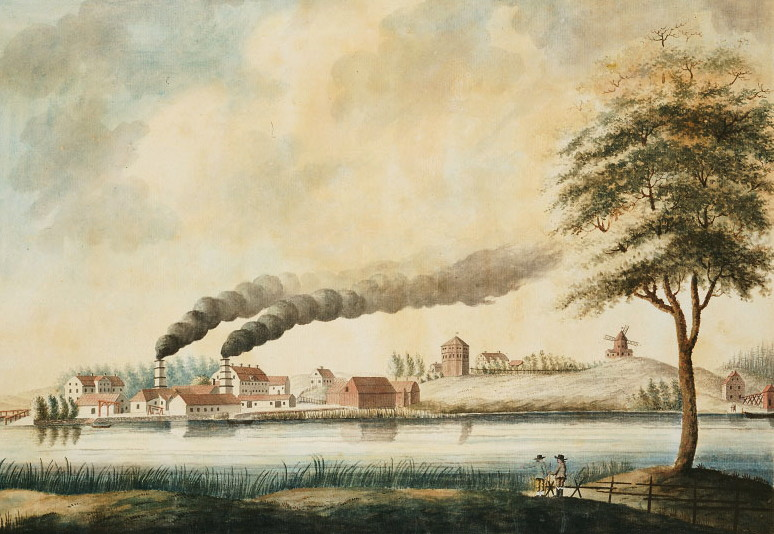
"Utsigt af Bergsund 1796" med kvarnen till höger, J.G. Meijers akvarell.

Hornstullskvarnen var en väderkvarn på Södermalm i Stockholm. Det är en av de minst kända väderkvarnarna på Södermalm. Den härrör från 1700-talets slut och finns på kartor fram till 1805. Kvarnens plats var i nuvarande kvarteret Ångpannan. Där står idag Högalidsskolan, uppförd 1921 efter ritningar av arkitekt Georg A. Nilsson.

## Historik
Kvarnen har inget officiellt namn, eller har glömts bort, och kallas i handlingar för ”kvarn i närheten av gamla Hornstull”. Placeringen var alltså längst västerut på Södermalm, i närheten av Hornstulls tullstation och på berget ovanför Bergsunds industrianläggningar, sedermera platsen för Bergsunds Mekaniska Verkstad. 
Hornstullskvarnen var en holländare och återfinns på flera 1700-talsillustrationer, bland annat på Per Estenbergs ”Årstatavalan” från 1798; dock inte på Petrus Tillaeus karta från 1733. J.G. Meijers akvarell med titel "Utsigt af Bergsund 1796" visar en vy från Reimersholme med Bergsunds rykande skorstenar och kvarnen på berget. När kvarnen försvann är oklart. Den kan identifieras på 1805 års karta över Stockholm, graverad och utgiven av kartografen Carl Fredrik Akrell, samt på "Wägvisare i Stockholm. Guide et manuel de voyageur à Stockholm, 1819-28".